# パトリック・ヒューズ
パトリック・ヒューズ（Patrick Hughes、1978年 - ）は、オーストラリアの映画監督、脚本家、編集技師、映画プロデューサーである。

## 経歴
2010年、『レッド・ヒル』で長編監督デビュー。2014年、『エクスペンダブルズ3 ワールドミッション』を手がけた。

## フィルモグラフィー

### 長編映画
- レッド・ヒル Red Hill （2010年） - 監督・脚本・編集・製作
- エクスペンダブルズ3 ワールドミッション The Expendables 3 （2014年） - 監督
- ヒットマンズ・ボディガード The Hitman's Bodyguard （2017年） - 監督
- ヒットマンズ・ワイフズ・ボディガード Hitman's Wife's Bodyguard （2021年） - 監督
- マン・フロム・トロント The Man from Toronto （2022年） - 監督